# النی دنیلیدو
 النی دنیلیدو (یونانی: Ελένη Δανιηλίδου؛ زاده ۱۹ سپتامبر ۱۹۸۲) یک تنیس‌باز اهل یونان است.